# Санта Катерина (Виченца)
Санта Катерина је насеље у Италији у округу Виченца, региону Венето.
Према процени из 2011. у насељу је живело 377 становника. Насеље се налази на надморској висини од 588 м.